# Jules César (film, 1953)
Pour les articles homonymes, voir Jules César (homonymie).
Pour plus de détails, voir Fiche technique et Distribution.
Jules César (Julius Caesar) est un film américain réalisé par Joseph L. Mankiewicz, d'après la pièce éponyme de William Shakespeare, sorti en 1953.

## Synopsis
Caius Julius surnommé Caesar, ambitieux leader politique, est déterminé à devenir dictateur. Il est accueilli en triomphe dans Rome lors de la célébration des Lupercales. Les sénateurs (et en particulier Cassius), face à la réaction de la foule, en viennent à le considérer comme une menace pour Rome. Mais la popularité dont jouit César rend difficile tout complot contre lui.
Pour s’assurer le soutien des partisans de César, Cassius se confie à Marcus Brutus, un noble réputé pour son intégrité et son idéalisme. Si Brutus soutenait la conspiration, elle semblerait plus légitime aux citoyens romains. Brutus est également un ami proche de César, ce qui ajoute encore au dilemme moral de la pièce.
Comme métaphore de l’action qui s’annonce, une forte tempête s’abat sur Rome. Brutus réfléchit sur sa conduite, se rendant compte que la conspiration pourrait bien faire de lui un assassin. Finalement, grâce à Cassius et aux autres, Brutus parvient à considérer un tel acte comme bénéfique. Toutefois, Brutus dissuade les conspirateurs de tuer aussi Marc Antoine. César, déjà mis en garde par un devin et Calpurnia, sa femme, ignore leurs conseils et se rend au Sénat. Il y est poignardé par Cassius, Brutus et les autres.
Marc Antoine conclut une trêve avec les conspirateurs et demande de pouvoir accompagner le corps de César et de pouvoir parler à ses funérailles. Brutus y consent et livre un discours au peuple pour expliquer les raisons de l’assassinat.
Antoine poursuit avec le fameux monologue commençant par Friends, Romans, and countrymen, et par sa brillante ironie parvient à s’attirer les faveurs de la foule précédemment rendue à la cause des conspirateurs. Il les amène à réclamer vengeance envers Cassius, Brutus et tous ceux associés à la mort de César.
Antoine complote ensuite avec Octave (le neveu de César) et Lépide pour prendre le contrôle de Rome par la force des armes. Ils éliminent ainsi bon nombre des conspirateurs et d’autres perçus comme ennemis.
Entretemps, Brutus et Cassius dressent une armée contre eux. Lors d’une ultime bataille, Brutus a le dessus sur Octave, mais Cassius succombe lors d’une attaque de Marc Antoine.
Devant affronter Antoine et Octave, l’armée de Brutus est défaite et Brutus choisit de se suicider plutôt que d’être fait prisonnier.
En découvrant le corps, Marc Antoine se lamente sur la fin tragique de Brutus, déclarant qu’il était le plus noble d’entre tous.

## Fiche technique
- Titre : Jules César
- Titre original : Julius Caesar

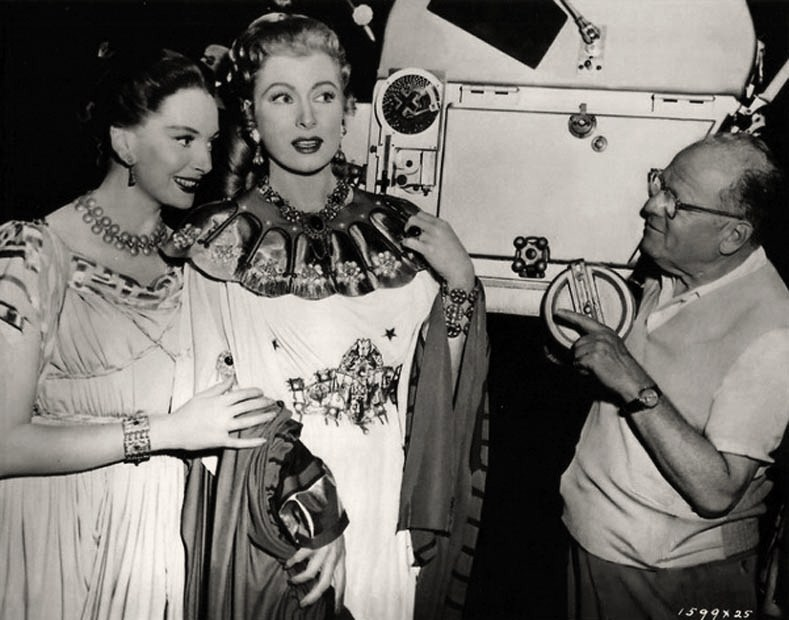
Deborah Kerr et Greer Garson avec le directeur de la photographie Joseph Ruttenberg.

- Réalisation : Joseph L. Mankiewicz
- Scénario : Joseph L. Mankiewicz d'après la pièce éponyme de William Shakespeare
- Production : John Houseman
- Société de production : Metro-Goldwyn-Mayer
- Musique : Miklós Rózsa
- Photographie : Joseph Ruttenberg
- Montage : John D. Dunning
- Direction artistique : Edward C. Carfagno et Cedric Gibbons
- Décors : Hugh Hunt et Edwin B. Willis
- Costumes : Herschel McCoy
- Effets spéciaux : Warren Newcombe	 trucage
- Pays de production :  États-Unis
- Langue : anglais
- Format : Noir et blanc - Mono (Western Electric Sound System) - 70 mm
- Genre : Historique, biopic et drame
- Durée : 120 minutes
- Date de sortie : 
  - États-Unis : 4 juin 1953
  - France : 16 octobre 1953
- Affiche : Roger Soubie (France)

## Distribution
- Marlon Brando (VF : André Falcon) : Marc Antoine
- James Mason (VF : Jean Davy) : Brutus
- John Gielgud (VF : Jean Martinelli) : Cassius
- Louis Calhern (VF : Jacques Berlioz) : Jules César
- Edmond O'Brien (VF : Jean Marchat) : Casca
- Greer Garson (VF : Hélène Tossy) : Calpurnia
- Deborah Kerr (VF : Jacqueline Porel) : Portia
- George Macready : Marullus [Gaius Epidius Marullus]
- Douglas Watson (VF : Gabriel Cattand) : Octave
- Ian Wolfe (VF : Abel Jacquin) : Quintus Ligarius
- John Lupton (VF : Roland Ménard) : Varron
- John Parrish (VF : Roger Rudel) : Titinius
- Alan Napier (VF : Maurice Dorléac) : Cicéron
- John Hoyt (VF : Roger Tréville) : Decius Brutus
- Tom Powers (VF : Paul Villé) : Metellus Cimber
- William Cottrell (VF : Jean-Louis Jemma) : Cinna
- Douglass Dumbrille : Lepidus
- Rhys Williams : Lucilius
- John Hardy : Lucius
- Lumsden Hare : Publius
- Michael Pate : Flavius
- Richard Hale : Le devin
- Michael Ansara : Pindarus
- Preston Hanson : Claudius
- Dayton Lummis (VF : Richard Francœur) : Messalla
- Morgan Farley : Artemidorus
- Michael Tolan : officier d'Octave
- John Alderson, David Bond, Oliver Blake : citoyens de Rome

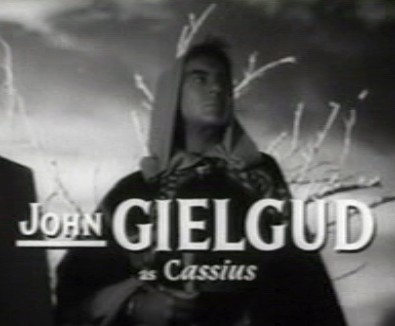
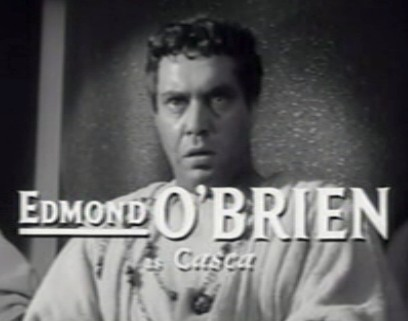
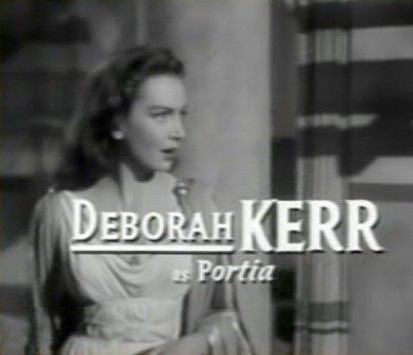
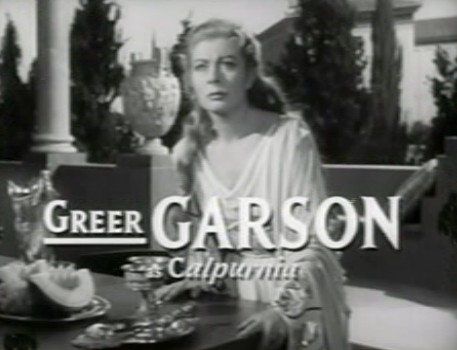

- Stephen Roberts : Dardanius

## Distinctions
- 1954 : Oscar de la meilleure direction artistique pour Cedric Gibbons, Edward C. Carfagno, Edwin B. Willis & Hugh Hunt
- 1954 : BAFTA du meilleur acteur anglais pour John Gielgud, BAFTA du meilleur acteur étranger pour Marlon Brando